# Pharantzem

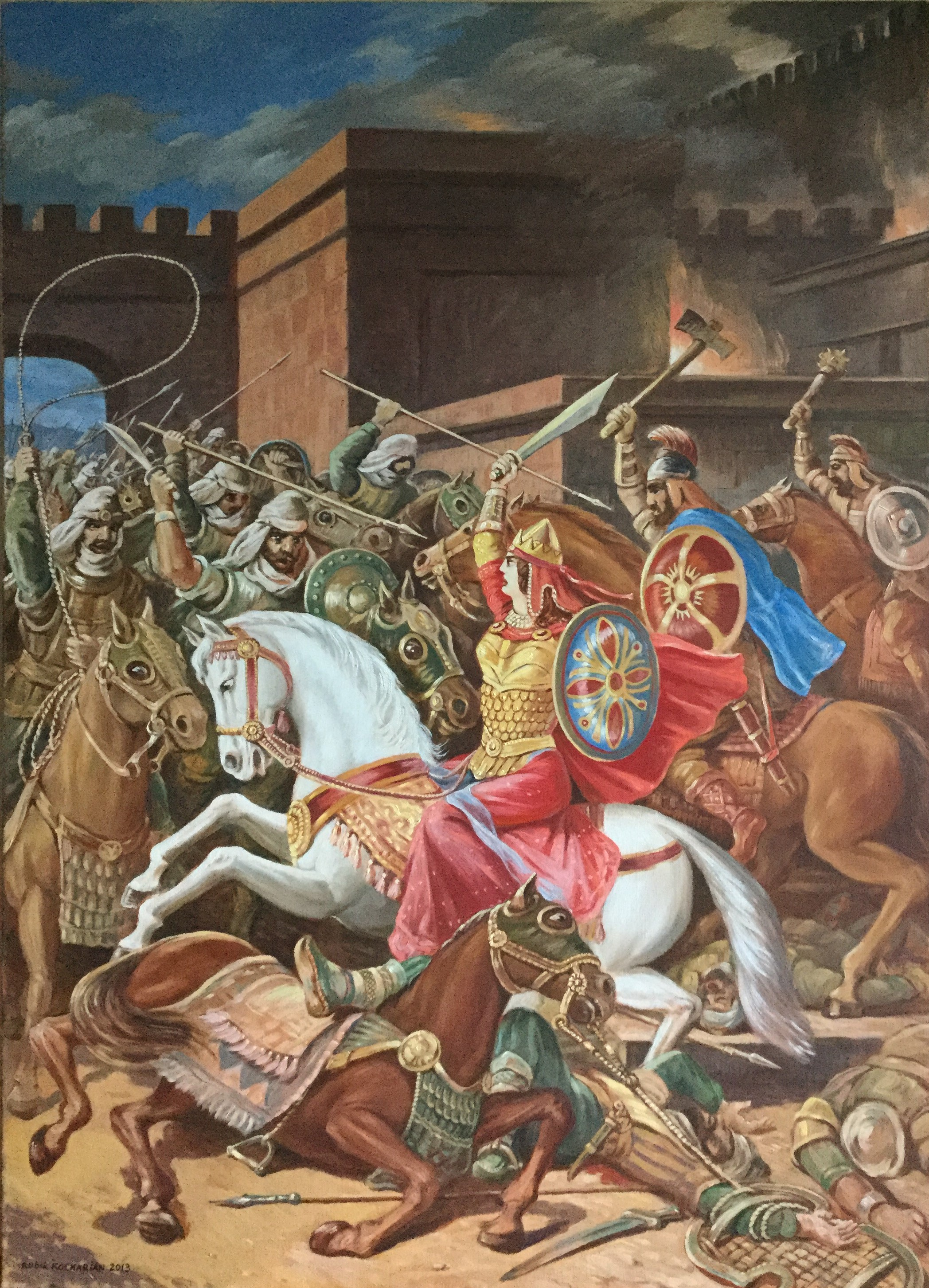
Pharandzems sista slag

Pharantzem, född 300-talet, död 370, var drottning av Armenien genom sitt giftermål med Arshak II av Armenien. Hon var Armeniens regent 368-370. 
Hon var dotter till en armenisk adelsman och gifte sig först med kungens brorson, kronprins Gnel, som blev mördad av sin kusin, och därefter med kungen själv som hans andra-hustru. Kungen hade flera makar samtidigt, däribland Olympia, som blev Pharantzems politiska rival. Hon fick titeln drottning när Olympia avled 361. 
År 368 anfölls Armenien av Persien, och kungen fördes dit som fången, där han avled följande år. Pharantzem tog sin tillflykt till fortet i Artogerassa, som hon försvarade mot Persien i två års tid, medan hennes son Papas vad romarna om hjälp. Papas fick romerskt stöd att åter installera sig som kung i Armenien. Innan dess hade dock perserna under Shapur II intagit Artogerassa. Pharantzem fördes som fånge till Persien, där Shapur II enligt uppgift ska ha låtit sina soldater våldta henne till döds.